# هنریکا بوخنیارز
هنریکا بوخنیارز (انگلیسی: Henryka Bochniarz; ۲۹ اکتبر ۱۹۴۷ – ) اقتصاددان، و استاد دانشگاه اهل لهستان بود.
وی همچنین برندهٔ جوایزی همچون برنامه فولبرایت شده‌است.